# Bjørn Fjæstad
Bjørn Fjæstad (født 11. april 1964 i Kastrup) er en dansk musiker, komponist, sanger og autodidakt skuespiller.
Bjørn Fjæstad er stifter og sanger i bandet Baal, og arbejder bl.a. også som skuespiller, bl.a. i Det Danske Teaters opsætning af Midt om natten.

## Musikudgivelser
- Du Kender Intet Til Mig, Fjæstad (2015)
- “Uncover”, Bjørn Fjæstad (2023)

## Filmografi
- Winnie & Karina - The Movie (2009)
- Valhalla (2019)

## Tv
- Jul i Valhal (2005)
- DR satire - Dusk og Bomholts kvarter (2007)
- Manden med de gyldne ører (2009)
- Rytteriet (2010)
- Kristian (2011)
- Dicte (2013)
- Rytteriet 2 (2014)
- Herrens Veje (2017)

## Teater
- Englesyn, Jomfru Ane Teatret
- Antigone, Århus Teater
- Teaterkoncert Gasolin, Det Danske Teater
- Teaterkoncert The Last Show, Fredericia Teater (2003)
- Realia, Kaleidoskop & Entréscenen (2005)
- Teater/teaterkoncert Midt om natten (2007)
- Trold tæmmes (2008)
- Teaterkoncert Bob Dylan, Århus teater og Øster gasværk (2010-2011)
- Rytteriet Live, Bellevue teatret
- Teaterkoncert Mozart, Betty Nansen Teatret (2011-2012)
- Rytteriet ll Live
- Teaterkoncert Beethoven, Rogaland Teater, Stavanger
- Lazarus, Aarhus Teater (2019)
- Sange fra byens hjerte, Østre Gasværk (2024)